# مات أرشيبالد
مات أرشيبالد (بالإنجليزية: Matt Archibald) مواليد 20 مايو 1986 في هاميلتون، هو دراج نيوزلندي. شارك وحقق ميدالية في دورة ألعاب الكومنولث.

## الميداليات
| الميدالية | المسابقة                               |
| --------- | -------------------------------------- |
| برونزية   | دورة ألعاب الكومنولث 2014              |
| برونزية   | بطولة العالم للدراجات على المضمار 2015 |

## روابط خارجية
- مات أرشيبالد على موقع الاتحاد الدولي للدراجات (الإنجليزية)
- مات أرشيبالد على موقع أرشيف الدراجات (الإنجليزية)
- مات أرشيبالد على موقع اتحاد ألعاب الكومنولث (مؤرشف) (الإنجليزية)